# Amné
Amné település Franciaországban, Sarthe megyében. Lakosainak száma 569 fő (2022. január 1.). Amné Longnes, Auvers-sous-Montfaucon, Brains-sur-Gée, Coulans-sur-Gée, Épineu-le-Chevreuil, Ruillé-en-Champagne és Bernay-Neuvy-en-Champagne községekkel határos.

## Népesség
A település népességének változása:
| Lakosok száma | 530  | 552  | 568  | 566  | 579  | 585  | 580  | 574  | 569  |
|               | 2013 | 2015 | 2016 | 2017 | 2018 | 2019 | 2020 | 2021 | 2022 |